# ألكاليجينس فيسكولاكتيس
ألكاليجينس فيسكولاكتيس (باللاتينية: Alcaligenes Viscolactes) هو نوع من البكتيريا يتسبب في لزوجة الحليب وبإمكانه النمو في الشاي الذي يتم تحضيره على أشعة الشمس (Sun tea).